# راشيل أماندا
راشيل أماندا (بالإندونيسية: Rachel Amanda)‏ هي عارضة ومغنية وممثلة إندونيسية، ولدت في 1996 في جاكرتا في إندونيسيا.

## وصلات خارجية
- راشيل أماندا على موقع IMDb (الإنجليزية)
- راشيل أماندا على موقع قاعدة بيانات الفيلم (الإنجليزية)